# Seijas (Carballo)
Seijas o Seixas (en gallego y oficialmente, As Seixas) es una aldea española situada en la parroquia de Berdillo, del municipio de Carballo, en la provincia de La Coruña, Galicia.

## Historia
La aldea figura como Seijas en el Diccionario geográfico-estadístico-histórico de España y sus posesiones de ultramar de Pascual Madoz.

## Demografía
| Gráfica de evolución demográfica de Seijas entre 2000 y 2022 |
|                                                              |
| Datos según el nomenclátor publicado por el INE.             |